# Opogona
Opogona is een geslacht van vlinders van de familie echte motten (Tineidae), uit de onderfamilie Hieroxestinae.

## Soorten
- O. actaeon (Wollaston, 1879)
- O. aemula Meyrick, 1915
- O. allaini Clarke, 1971
- O. amblyxena Meyrick, 1920
- O. amphicausta Meyrick, 1907
- O. amphichorda Meyrick, 1921
- O. anaclina Meyrick, 1915
- O. anisacta Meyrick, 1920
- O. antiarcha Meyrick, 1934
- O. anticella (Walker, 1875)
- O. antistacta Meyrick, 1937
- O. apicalis (Wollaston, 1879)
- O. arizonensis Davis, 1978
- O. asema (Turner, 1900)
- O. atlantica (Wollaston, 1879)
- O. aurisquamosa (Butler, 1881)
- O. autogama (Meyrick, 1911)
- O. autophyta Meyrick, 1915
- O. basillissa (Turner, 1917)
- O. binotatella (Walker, 1875)
- O. brunneomarmorata (Wollaston, 1879)
- O. calculata Meyrick, 1919
- O. caryospila Meyrick, 1920
- O. cataclasta Meyrick, 1915
- O. citrinodes (Meyrick, 1922)
- O. citriseca Meyrick, 1928
- O. citrolopha Meyrick, 1932
- O. cleonyma (Meyrick, 1897)
- O. clinomima (Meyrick, 1918)
- O. compositarum (Wollaston, 1879)
- O. comptella (Walker, 1864)
- O. confinis Turner, 1926
- O. congenera (Wollaston, 1879)
- O. conjurata (Meyrick, 1920)
- O. crypsipyra Turner, 1923
- O. cyanodesma (Meyrick, 1911)
- O. cyrtomis Meyrick, 1915
- O. chalinota Meyrick, 1910
- O. chloracma Meyrick, 1907
- O. chlorophaea Meyrick, 1921
- O. chlorophanes Meyrick, 1908
- O. choleropis Meyrick, 1920
- O. chrysangela Diakonoff, 1955
- O. chrysocapna Diakonoff, 1955
- O. chrysodora (Meyrick, 1924)
- O. chrysophanes Meyrick, 1915
- O. daubanella Legrand, 1958
- O. debilis Meyrick, 1921
- O. dimidiatella Zeller, 1853
- O. dimorpha Davis, 1994
- O. discordia Clarke, 1986
- O. divisa (Wollaston, 1879)
- O. divulsa (Meyrick, 1923)
- O. doxophanes Meyrick, 1915
- O. dramatica Meyrick, 1911
- O. echodes Meyrick, 1936
- O. elaitis Meyrick, 1911
- O. etiennella Viette, 1988
- O. euchaetes Bradley, 1956
- O. euprosopis Meyrick, 1927
- O. fasciculata (Wollaston, 1879)
- O. fascigera Meyrick, 1915
- O. fatima Meyrick, 1921
- O. flavofasciata (Stainton, 1859)
- O. flavotincta (Wollaston, 1879)
- O. florea (Meyrick, 1911)
- O. floridensis Dvais, 1978
- O. fumiceps Felder, 1875
- O. glaphyra Diakonoff, 1948
- O. glyciphaga Meyrick, 1915
- O. guppyi Bradley, 1961
- O. guttiferella (Viette, 1951)
- O. gymnota Diakonoff, 1948
- O. hapalopa (Meyrick, 1922)
- O. harpalea Meyrick, 1911
- O. helenae (Wollaston, 1879)
- O. helenaeoides (Wollaston, 1879)
- O. heliogramma (Meyrick, 1911)
- O. hemidryas Meyrick, 1915
- O. heroicella Viette, 1957
- O. horolyca (Meyrick, 1915)
- O. hylarcha Meyrick, 1928
- O. icterica Meyrick, 1915
- O. incorrectella Viette, 1957
- O. indiscreta (Meyrick, 1917)
- O. iolychna (Meyrick, 1920)
- O. iricharis (Meyrick, 1926)
- O. iridogramma Meyrick, 1924
- O. irrorata (Wollaston, 1879)
- O. ischnoscia Meyrick, 1928
- O. isoclina Meyrick, 1907
- O. isorthota Meyrick, 1925
- O. isotalanta Meyrick, 1930
- O. lachanitis Meyrick, 1906
- O. lamprocrossa Meyrick, 1928
- O. lamprophanes Meyrick, 1915
- O. leptynta Meyrick, 1915
- O. leucodeta Meyrick, 1914
- O. liparopis Meyrick, 1922
- O. lithacma (Meyrick, 1921)
- O. loculata Meyrick, 1915

- O. lornatella Legrand, 1966
- O. lotoxantha Meyrick, 1915
- O. loxophanta Meyrick, 1936
- O. lutigena Meyrick, 1915
- O. masoalella (Viette, 1955)
- O. meeki Bradley, 1961
- O. melanopasta Diakonoff, 1955
- O. mendanai Bradley, 1961
- O. metanastes Walsingham, 1914
- O. micranthes (Meyrick, 1897)
- O. molybdis Meyrick, 1915
- O. monosticta Meyrick, 1915
- O. nebularis (Meyrick, 1897)
- O. nephalodesma Diakonoff, 1955
- O. nipponica Stringer, 1930
- O. niveopicta (Wollaston, 1879)
- O. omiastis Meyrick, 1937
- O. omoscopa (Meyrick, 1893)
- O. orchestris Meyrick, 1911
- O. orthotis (Meyrick, 1897)
- O. panchalcella Staudinger, 1871
- O. pandora Meyrick, 1911
- O. papayae Turner, 1923
- O. pelinoma Meyrick, 1931
- O. percnodes Meyrick, 1910
- O. perisema Diakonoff, 1955
- O. phaeadelpha Meyrick, 1934
- O. phaeocrana Meyrick, 1914
- O. phaeochalca Meyrick, 1908
- O. pileigera (Meyrick, 1913)
- O. plumbifera (Meyrick, 1914)
- O. pontigera Meyrick, 1927
- O. praecincta Meyrick, 1916
- O. praestans (Walsingham, 1892)
- O. promalacta Meyrick, 1915
- O. protodoxa (Meyrick, 1897)
- O. protographa Meyrick, 1911
- O. protomima (Meyrick, 1918)
- O. psola Bradley, 1956
- O. punctata (Walsingham, 1900)
- O. purpuriella Swezey, 1913
- O. pyrangela Meyrick, 1928
- O. pyrographa Walsingham, 1914
- O. pyrometalla (Meyrick, 1928)
- O. recurva (Wollaston, 1879)
- O. regressa Meyrick, 1916
- O. rhynchacma Meyrick, 1920
- O. saccharella Swezey, 1909
- O. sacchari

Bananenboorder (Bojer, 1856)
- O. salamolardella Guillermet, 2011
- O. salpictes Diakonoff, 1955
- O. sapphiropis Meyrick, 1927
- O. sarophila Meyrick, 1915
- O. scabricoma Meyrick, 1934
- O. scalaris (Wollaston, 1879)
- O. scalena (Meyrick, 1897)
- O. scaphopis Meyrick, 1909
- O. sciadocoma Meyrick, 1924
- O. selacta (Meyrick, 1911)
- O. serta Walsingham, 1914
- O. simoniella (Wallengren, 1861)
- O. simplex (Walsingham, 1897)
- O. sogaella Viette, 1985
- O. stathmota Meyrick, 1911
- O. stenocraspeda (Meyrick, 1897)
- O. stereodyta (Meyrick, 1897)
- O. subaeneella (Walker, 1875)
- O. sublucida Meyrick, 1932
- O. succulenta Meyrick, 1931
- O. sultana Meyrick, 1911
- O. superdaubanella Legrand, 1958
- O. sycastella Viette, 1957
- O. tabernatella Legrand, 1965
- O. tamsi Gerasimov, 1930
- O. tanydora Meyrick, 1920
- O. taochroa Meyrick, 1934
- O. tergemina Meyrick, 1915
- O. tetrasema (Turner, 1917)
- O. thapsonota Meyrick, 1915
- O. theobroma Bradley, 1956
- O. thiadelpha Meyrick, 1934
- O. trachyclina Meyrick, 1935
- O. trichoceros Meyrick, 1930
- O. trigonomis Meyrick, 1907
- O. trissostacta Meyrick, 1934
- O. tristicta (Meyrick, 1897)
- O. trophis Meyrick, 1913
- O. tyriopla (Meyrick, 1927)
- O. ursella (Walker, 1875)
- O. vilis (Wollaston, 1879)
- O. xanthocrita Meyrick, 1911
- O. xerota Walsingham, 1914
- O. zophocrana Meyrick, 1915
- O. zygodonta Meyrick, 1931